# Недраг (комуна)
Недраг (рум. Nădrag) — комуна у повіті Тіміш в Румунії. До складу комуни входять такі села (дані про населення за 2002 рік):
- Крівіна (329 осіб)
- Недраг (2599 осіб)

Комуна розташована на відстані 335 км на північний захід від Бухареста, 75 км на схід від Тімішоари.

## Населення
За даними перепису населення 2002 року у комуні проживали 2928 осіб.
Національний склад населення комуни:
| Національність            | Кількість осіб | Відсоток |
| ------------------------- | -------------- | -------- |
| румуни                    | 2540           | 86,7%    |
| німці                     | 220            | 7,5%     |
| угорці                    | 122            | 4,2%     |
| українці                  | 28             | 1,0%     |
| словаки                   | 6              | 0,2%     |
| італійці                  | 3              | 0,1%     |
| серби                     | 2              | 0,1%     |
| болгари                   | 2              | 0,1%     |
| росіяни-липовани          | 1              | < 0,1%   |
| хорвати                   | 1              | < 0,1%   |
| не вказали національність | 1              | < 0,1%   |

Рідною мовою назвали:
| Мова       | Кількість осіб | Відсоток |
| ---------- | -------------- | -------- |
| румунська  | 2622           | 89,5%    |
| німецька   | 172            | 5,9%     |
| угорська   | 108            | 3,7%     |
| українська | 18             | 0,6%     |
| сербська   | 2              | 0,1%     |
| російська  | 1              | < 0,1%   |
| словацька  | 1              | < 0,1%   |
| болгарська | 1              | < 0,1%   |
| італійська | 1              | < 0,1%   |

Склад населення комуни за віросповіданням:
| Релігія        | Кількість осіб | Відсоток |
| -------------- | -------------- | -------- |
| православні    | 2198           | 75,1%    |
| римо-католики  | 479            | 16,4%    |
| бретрени       | 86             | 2,9%     |
| баптисти       | 81             | 2,8%     |
| п'ятдесятники  | 50             | 1,7%     |
| реформати      | 26             | 0,9%     |
| адвентисти     | 2              | 0,1%     |
| не релігійні   | 2              | 0,1%     |
| греко-католики | 1              | < 0,1%   |
| унітарії       | 1              | < 0,1%   |
| старообрядці   | 1              | < 0,1%   |
| лютерани       | 1              | < 0,1%   |